# Popular Brasileira
Popular Brasileira é o 11º álbum da cantora brasileira Elba Ramalho, lançado em 1989.

## Faixas
1. Jogo de Cintura (Nando Cordel)
2. Cheiro Moreno (Paulo Debétio, Paulinho Rezende)
3. Agora é Sua Vez (participação especial: Zinho) (Zinho)
4. Vê Estrelas (Nando Cordel)
5. Sem Saída (Dominguinhos, Fausto Nilo)
6. Popular Brasileira Moraes Moreira, Fred Góes)
7. A Roda do Tempo (Lenine, Bráulio Tavares)
8. Agarradinho Com Você (Nando Cordel)
9. Me Perdoa (Tadeu Mathias)
10. Saga da Amazônia (Vital Farias)